# Desperados III
Desperados III (рус. Десперадос 3) — компьютерная игра в жанре тактики в реальном времени, являющаяся приквелом игры Desperados: Wanted Dead or Alive. Разработкой занималась студия Mimimi Games, ответственная за высоко оцененную критиками игру Shadow Tactics: Blades of the Shogun.

## Игровой процесс
Desperados 3 по геймплею очень напоминает Shadow Tactics: Blades of the Shogun — предыдущую игру студии, — которая в свою очередь была вдохновлена оригинальной Desperados: Wanted Dead or Alive. Это тактическая стратегия в реальном времени, в которой перед игроком ставятся сложные задачи, решение которых достигается комбинированием способностей пяти очень разных персонажей:
- Джон Купер — лидер команды и первый игровой персонаж. Носит с собой нож, который может метнуть в противника издалека. Также Купер имеет фальшивые монеты, которыми он может временно отводить взгляд противников, привлекая внимание их звоном от падения. Умеет стрелять с двух револьверов по двум разным противникам одновременно.
- Док Маккой — врач и по совместительству охотник за головами. Док имеет переделанный револьвер, позволяющий ему бесшумно убивать врагов на очень больших расстояниях. Носит саквояж, который можно бросить в зону видимости противника, заставив его подойти и осмотреть его. При попытке открыть саквояж, противник теряет сознание от выпускаемых им паров. Умеет кидать склянки с болотным газом, временно усыпляя противников, попавших в зону поражения. Также Маккой умеет лечить своих товарищей.
- Гектор — траппер и старый друг Купера. Вооружен топором и дробовиком, поражающим противников по площади. Носит с собой огромный медвежий капкан, которому дал прозвище «Бьянка», и в который он может заманивать противников свистом. Может носить за один раз двух поверженных противников и даже бегать с ними. Единственный из всей пятерки, кто может справиться с противниками, называемыми «плащами», в одиночку.
- Кейт О’Хара — сельская девушка, убившая своего жениха после того, как узнала, что он продал её семейное ранчо в тайне от неё. Носит с собой пистолет дерринджер, обладающий небольшой шумностью. Умеет переодеваться в женские наряды, которые можно найти на уровне, позволяя ей ходить не узнанной среди охраны, но может быть раскрыта плащами. Пока Кейт не раскрыта, она может отвлекать охранников разговором, либо временно отводить некоторых охранников с их позиции. Может кидать пузырьки с духами, чтобы временно уменьшать зону видимости. Кейт является единственной из пятерки, кто не умеет связывать оглушенных противников.
- Изабель — последовательница культа вуду. Единственная из пятерки, кто не обладает огнестрельным оружием, вместо него используя магию вуду. В частности, она может духовно связать двух врагов, позволяя таким образом - убив одного из них, убить сразу и другого; также она может взять под ментальный контроль любого противника, кроме плащей, позволяя от их лица выполнять некоторые действия. В качестве холодного оружия носит с собой серп. Имеет сиамскую кошку, которая ненадолго может отвлечь на себя внимание противника.

На каждом уровне игрок должен выполнить некоторое сюжетное задание. Обычно игра предполагает сделать это скрытно через поиск слабых мест в обороне противников. Игрок всегда может узнать куда смотрит противник и как далеко он видит. Если игрок не будет действовать аккуратно, то на шум может сбежаться много охраны, от которой будет очень сложно отбиться.
Игрок может включать режим планирования, в котором он может отдать по одному приказу каждому персонажу. При выходе из этого режима, игрок может исполнить отданные приказы одновременно, либо в определённом порядке.

## Сюжет
Действие разворачивается за несколько лет до событий первой части игры на Диком западе, в 1870-х годах. Главным протагонистом является охотник за головами Джон Купер, который разыскивает печально известного лидера бандитов, некого Фрэнка, ответственного за убийство его отца. Узнав, что Фрэнк появится в небольшом городке Флэгстоне, Купер следует туда на поезде, который попадает в бандитскую облаву на пути следования. Здесь Купер встречает и спасает доктора Маккоя, нанятого влиятельной компанией «Де Витт» для охраны поезда.
Отбившись от бандитов, поезд оказывается во Флэгстоне, где Купер встречает своего давнего приятеля Гектора, который должен сообщить ему, где сейчас находится Фрэнк. От Гектора Купер узнает, что он сейчас находится в поместье местного мэра, где сейчас идут приготовления к его свадьбе. Тем временем, будущая невеста мэра Кейт О’Хара узнает, что её жених продал её семейное ранчо семье Де Витт. Во время ссоры Кейт стреляет в мэра и убивает его. В этот момент появляется Купер, разыскивающий Фрэнка, и помогает Кейт выбраться из поместья.
Кейт предлагает Куперу за информацию о местонахождении Фрэнка помочь ей и её дяде отбить семейное ранчо от людей Де Витта. Куперу и его команде удается отбить ранчо, но в перестрелке погибает дядя Кейт, и она присоединяется к Куперу, чтобы отомстить Де Витту за его смерть.
Тем временем, оказывается, что Фрэнк тоже работает на компанию «Де Витт» и сейчас следует в Новый Орлеан. На пути в Новый Орлеан группа попадает в плен людей Де Витта. Из этой передряги их спасает женщина, практикующая магию вуду, Изабель Моро. Изабель просит помочь ей найти маршала Уэйна, который исчез во время расследования дел компании «Де Витт». Оказалось, что бандиты Фрэнка заключили многих людей в тюрьмы на заболоченных территориях Луизианы, с целью отправки их в качестве бесплатной рабочей силы на шахты семьи Де Витт, в том числе и самого маршала Уэйна. Спасая Уэйна из одной такой тюрьмы, Купер и его друзья поджигают старый речной корабль на болоте, служащий штабом для людей Фрэнка. Это заставляет Фрэнка насторожиться и заблокировать порт Нового Орлеана.
Пробравшись сквозь блокпосты охранников, Купер говорит, что хочет встретиться с Фрэнком один на один, против чего выступают Кейт и Гектор. Гектор напоминает Куперу о судьбе его отца, от чего Джон выходит из себя и в ярости стреляет Гектору в руку. В одиночку Купер пробирается на грузовой корабль, где встречает Фрэнка и вызывает его на дуэль. К сожалению, Джон проигрывает дуэль, и всю компанию вместе с раненным Купером отправляют на шахты Де Витта в качестве рабов.
В конце концов друзья сбегают с шахт, но недовольный Маккой покидает команду. Остальные берут поручение Уэйна похитить самого Де Витта с организованной им пышной вечеринки в особняке. Им удается выкрасть Де Витта, но тот хитростью берет их под дуло пистолета. В этот момент появляется Маккой и стреляет в Де Витта, спасая своих друзей. После этого они сдают Де Витта маршалу Уэйну и направляются в логово Фрэнка, в Каньон Дьявола, где в своё время молодой Джон и его отец Джеймс его выслеживали.
Наконец Джон, добравшись до церкви, возле которой был убит его отец, снова вызывает Фрэнка на дуэль. Однако, Фрэнк поступает нечестно и выходит на дуэль со своими людьми, которые берут под прицел Джона. И только благодаря своим друзьям, которые взяли на себя окружение Фрэнка, Куперу удается убить своего давнего врага и отомстить за отца.

## Разработка
Игра была разработана немецкой студией Mimimi Games. THQ Nordic, купившая права на франшизу у Atari в 2013 году, выступила в качестве издателя игры. Поскольку последняя игра серии была выпущена более десяти лет назад, команда разработчиков решила сделать Desperados III приквелом, чтобы познакомить плохо знакомых с жанром новых игроков с серией Desperados. Для этого разработчики позаботились о том, чтобы в игре было понятное обучение основам. Кроме того, управление было приспособлено под геймпад.
По игровой механике игра получилась очень похожей на предыдущую игру студии THQ Nordic — Shadow Tactics: Blades of the Shogun. Однако по сравнению с ней в игре очень много диалогов, позволяющих тоньше раскрыть характеры персонажей. Кроме того, по просьбам игроков в игру была добавлена остановка времени в режиме планирования, чего не было в Shadow Tactics: Blades of the Shogun.
Игра была официально анонсирована THQ Nordic в августе 2018 года. Изначально выпуск планировался в 2019 году. Игра была выпущена 16 июня 2020 года для Microsoft Windows, PlayStation 4 и Xbox One.

## Отзывы
| Сводный рейтинг       | Сводный рейтинг                        |
| Агрегатор             | Оценка                                 |
| --------------------- | -------------------------------------- |
| Metacritic            | 86/100 (ПК) 85/100 (XONE) 82/100 (PS4) |
| Русскоязычные издания |                                        |
| Издание               | Оценка                                 |
| StopGame.ru           | «Изумительно»                          |
| «Игромания»           | [ 10 ]                                 |

Игра получила преимущественно положительные отзывы; согласно агрегатору рецензий Metacritic, средняя оценка для версий на ПК, Xbox One и Playstation 4 — 86/100, 85/100 и 82/100, соответственно. Российское издание «Игромания» поставило игре максимальную оценку в 5 звёзд из 5.